# Oleksandr Oksanchenko
Oleksandr Yakovych Oksanchenko (em ucraniano:  Олександр Якович Оксанченко; 26 de abril de 1968 - 25 de fevereiro de 2022), apelidado de Lobo Cinzento, foi um piloto de caça ucraniano e vereador de Myrhorod. Ele era um coronel da Força Aérea Ucraniana que ganhou prêmios em vários shows aéreos antes de se aposentar em 2018. Em 2022, ele voltou a servir após sua aposentadoria na Guerra Russo-Ucraniana e foi abatido por um míssil russo durante a Batalha de Kiev. Ele foi postumamente premiado com a Ordem da Estrela Dourada.

## Vida
Oksanchenko nasceu em 26 de abril de 1968 na vila de Malomykhailivka em Dnipropetrovsk Oblast e frequentou sua escola secundária local até 1985 antes de iniciar o treinamento de aviação militar. Ele se formou na Escola Superior de Pilotos de Aviação Militar de Kharkiv.

## Carreira
Oksanchenko ingressou na Força Aérea Soviética em 1989. Ele trabalhou como piloto instrutor, mais tarde chegando ao cargo de vice-comandante de sua unidade militar de treinamento de voo na 831ª Brigada de Aviação Tática plotada na Base Aérea de Myrhorod. Durante a crise da Crimeia de 2014, ele estava plotado na Base Aérea de Belbek e estava em combate na Crimeia e na Zona de Operação Antiterrorista.
De 2013 a 2018, Oksanchenko foi piloto de exibição do Sukhoi Su-27 para a Força Aérea Ucraniana. Ele voou mais de 2.000 horas. Em 2016, ele voou no Malta International Airshow. Ele foi o vencedor do  UK de 2016 e foi presenteado com um troféu do comandante da Força Aérea Eslovaca. Em 2016, Oksanchenko foi homenageado como a pessoa Myrhorod do ano. Em 2017, ele ganhou o prêmio As the Crow Flies no Royal International Air Tattoo. Em 2018, ele ganhou o prêmio de melhor piloto no  CS. Oksanchenko era coronel quando se aposentou em 2018.
Ele era um membro da Força e Honra (em ucraniano:  Сила і Честь) em Poltava Oblast . A partir de novembro de 2020, ele atuou como um dos deputados do conselho da cidade de Myrhorod.

### Morte
Oksanchenko saiu da aposentadoria para retomar a ativa durante a invasão russa da Ucrânia . Na noite de 25 de fevereiro de 2022, enquanto sobrevoava Kiev, foi abatido por um míssil russo S-400.
Oksanchenko recebeu a Ordem de Danylo Halytsky. Ele foi postumamente premiado com a Ordem da Estrela de Ouro pelo presidente Volodymyr Zelenskyy.